# Емілі де Рейвін
Емілі де Рейвін (англ. Emilie de Ravin, вимовляється /ˈɛməli də ˈrævɪn/; нар. 27 грудня 1981, Маунт Еліза, Вікторія, Австралія) — австралійська акторка кіно та телебачення.

## Життєпис

### Ранні роки
Народилася в південному передмісті австралійського Мельбурна — місті Маунт Еліза. Має двох старших сестер. Має австралійські й французько-британські коріння. Вивчаючи балет з дев'яти років в Кріста Cameron School of Ballet в Мельбурні й займаючись освітою в будинку з матір'ю, вона вступила в п'ятнадцять років в Австралійську балетну школу, яку кинула через рік. Навчалася акторської майстерності в у передмісті Сіднея Кенсінгтоні й в Prime Time Actors Studio в Лос-Анджелесі.

### Кар'єра
Першою великою роллю Емілі була періодична роль демона Карапірі в австралійському серіалі «Володар звірів». Після цього вона з'явилася в ролі інопланетянки-людини Тесс Хардінг у молодіжному серіалі «Місто прибульців». Вона отримала цю роль через місяць після приїзду в Лос-Анджелес у вісімнадцятирічному віці.
У 2004 році пройшла кастинг на роль Клер Літтлтон у хіті телеканалу ABC «Загублені». У цьому серіалі вона регулярно знімалася протягом перших чотирьох сезонів і повернулася назад в останньому шостому сезоні.
У 2005 році знялася в ролі Емілі Костіч, героїньо-залежної колишньої дівчини Брендана Фрая (Джозеф Гордон-Левітт) у фільмі «Цеглина». Через рік з'явилася в ролі Бренди Картер в ремейку «Пагорби мають очі». З'явилася у фільмі «Ідеальна гра», а у 2009 році у фільмі «Вороги суспільства» в ролі банківського касира, на ім'я Барбара Пацке. Емілі повинна була зніматися у фільмі-адаптації гри «Onimusha», але продюсер Семюель Хадіду через смерть Гіта Леджера, який знімається в іншому його проекті «Імаджинаріум доктора Парнаса», змушений був відкласти дату випуску фільму. «Onimusha» відкладено на невизначений час і немає жодного підтвердження, що Емілі де Рейвін буде продовжувати брати участь в цьому проекті.
Влітку 2009 року Емілі знялася у фільмі «Пам'ятай мене» з Робертом Паттінсоном.
Наразі[коли?] зайнята на зйомках фантастичного телесеріалу «Якось у казці» в ролі Белль, головної героїні казки «Красуня і чудовисько».
Три рази потрапляла в рейтинг журналу Maxim «Hot 100»: №47 у 2005 році, №65 у 2006 році і №68 у 2008 році.

### Особисте життя
З 19 червня 2003 року Емілі була одружена з актором Джошем Яновичем, на розлучення з яким вона подала 8 липня 2014 року.
З літа 2014 року Емілі зустрічається з режисером Еріком Білічем. У них троє дітей: дві доньки Віра Одрі де Рейвен-Білич (12.03.2016) і Еліс Енід де Рейвен-Білич (25.08.2023), та син Теодор Кубрик де Рейвен-Білич (09.12.2018).

## Вибрана фільмографія
| Рік       |    | Українська назва            | Оригінальна назва   | Роль                |
| --------- | -- | --------------------------- | ------------------- | ------------------- |
| 2000—2002 | с  | Розвелл                     | Roswell             | Тесс Гардінг        |
| 2002      | тф | Керрі                       | Carrie              | Кріс Гаргенсен      |
| 2003      | с  | NCIS: Полювання на вбивць   | NCIS                | Ненсі               |
| 2004      | с  | C.S.I.: Місце злочину Маямі | CSI: Miami          | Венера Робінзон     |
| 2004—2010 | с  | Загублені                   | Lost                | Клер Літтлтон       |
| 2005      | ф  | Цеглина                     | Brick               | Емілі Костіш        |
| 2005      | ф  | Санта-кілер                 | Santa's Slay        | Мері «Мак» Маккензі |
| 2006      | ф  | Пагорби мають очі           | The Hills Have Eyes | Бренда Картер       |
| 2008      | вг | Lost: Via Domus             | Lost: Via Domus     | Клер Літтлтон       |
| 2009      | ф  | Джонні Д.                   | Public Enemies      | Барбара Пацке       |
| 2010      | ф  | Пам'ятай мене               | Remember Me         | Алісса «Еллі» Крейг |
| 2012—2018 | с  | Якось у казці               | Once Upon a Time    | Белль / Лейсі Френч |